# Rezerwat przyrody Horné lazy
Rezerwat przyrody Horné lazy (słow. Prírodná rezervácia Horné lazy) – rezerwat przyrody w dolinie Hronu w środkowej Słowacji. Na terenie rezerwatu obowiązuje 4. (w pięciostopniowej skali) stopień ochrony.

## Położenie
Rezerwat leży w granicach katastralnych wsi Valaská i miasta Brezno w powiecie Brezno w kraju bańskobystrzyckim. Obejmuje znaczny, położony na wysokości między 490 a 750 m n.p.m., fragment południowych stoków góry Horné lazy (805 m), opadających stromo ku dolinie Hronu. Cały rezerwat otacza szerokie na 100 m pasmo ochronne, w którym obowiązuje 3 stopień ochrony.

## Historia
Rezerwat został powołany w 1981 r. na powierzchni 34,29 ha.

## Charakterystyka
Masyw góry Horné lazy budują prawie w całości masywne, ławicowe dolomity pochodzące ze środkowego triasu (ladyn). Rezerwat obejmuje duży fragment stromych, częściowo skalistych zboczy o wystawie południowej do południowo-wschodniej, porośnięty po części lasem, po części roślinnością krzaczastą o charakterze lasostepu. Z racji ekspozycji terenu i stosunkowo małej wysokości n.p.m. występuje tu wiele ciepło- i światłolubnych gatunków flory oraz szereg ciepłolubnych gatunków fauny, w szczególności bezkręgowców, będących dowodem na rozprzestrzenianie się elementów kserotermicznych w dolinie Hronu.

## Cel ochrony
Celem funkcjonowania rezerwatu jest ochrona eksponowanego na południe biotopu zajętego przez zespół roślinny o charakterze skalistego lasostepu, z szeregiem cennych, ciepłolubnych gatunków roślin i zwierząt, z których część występuje tu na granicy swojego zasięgu.